# L. J. van Zyl

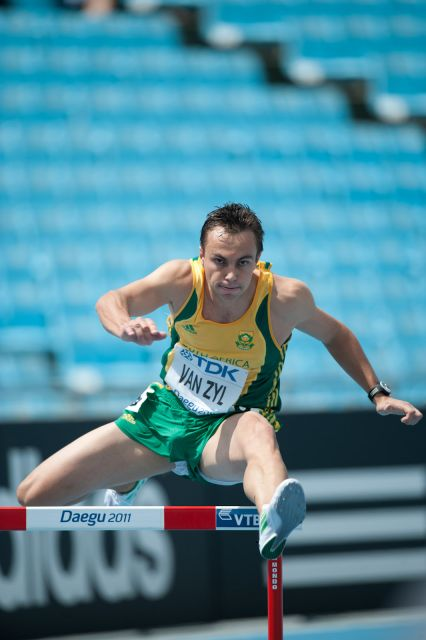
L. J. van Zyl bei den Weltmeisterschaften 2011 in Daegu

L. J. van Zyl (Louis Jacobus van Zyl; * 20. Juli 1985 in Bloemfontein) ist ein ehemaliger südafrikanischer Leichtathlet. Der Hürdenläufer startete über die 400-Meter-Strecke.

## Werdegang
Der Juniorenweltmeister von 2002 wurde 2005 bei den Weltmeisterschaften in Helsinki Sechster. 2006 gewann er bei den Commonwealth Games in Melbourne Gold über 400 Meter Hürden mit der südafrikanischen Mannschaft Silber in der 4-mal-400-Meter-Staffel und holte den Titel bei den Afrikameisterschaften in Bambous.
2007 gewann er Gold bei den Panafrikanischen Spielen, schied aber bei den Weltmeisterschaften in Osaka im Vorlauf aus. Im Jahr darauf verteidigte er bei den Afrikameisterschaften in Addis Abeba seinen Titel. Bei den Olympischen Spielen 2008 in Peking kam er auf den fünften Platz und schied mit der südafrikanischen Stafette im Vorlauf der 4-mal-400-Meter-Staffel aus.
2009 erreichte er bei den Weltmeisterschaften in Berlin das Halbfinale. 2010 holte er bei den Afrikameisterschaften in Nairobi sein drittes Gold in Folge, wurde Fünfter beim Continental-Cup in Split und gewann Silber bei den Commonwealth Games in Neu-Delhi.
Bei den Weltmeisterschaften 2011 in Daegu gewann er Bronze über 400 Meter Hürden und Silber mit der südafrikanischen Mannschaft in der 4-mal-400-Meter-Staffel.
2012 kam er bei den Olympischen Spielen in London über 400 Meter Hürden nicht über die erste Runde hinaus und belegte mit dem südafrikanischen Team den achten Platz in der 4-mal-400-Meter-Staffel. Im Jahr darauf scheiterte er bei den Weltmeisterschaften in Moskau erneut in der ersten Runde.
Ende April 2018 erklärte Van Zyl seinen Rücktritt vom Leistungssport.
L. J. van Zyl ist 1,86 m groß mit einem Wettkampfgewicht von 75 kg. Seit 2012 ist er mit der Langstreckenläuferin Irvette van Blerk verheiratet.

## Persönliche Bestzeiten
- 400 m Hürden: 47,66 s, 25. Februar 2011, Pretoria
- 400 m: 44,86 s, 26. März 2011, Germiston